# Rand (Familienname)
Rand ist ein ursprünglich angelsächsischer Familienname.

## Herkunft und Bedeutung
Rand kann ein patronymischer Familienname sein, der sich von Randolph ableitet. Er kann aber auch ein Herkunftsname sein, der auf Rand in Lincolnshire, Rand Grange in North Yorkshire oder Raunds in Northamptonshire zurückgeht.

## Namensträger
- Austin Loomer Rand (1905–1982), kanadischer Ornithologe
- Austin Stanley Rand (1932–2005), US-amerikanischer Biologe
- Ayn Rand (1905–1982), US-amerikanische Schriftstellerin und Philosophin
- Edward Kennard Rand (1871–1945), US-amerikanischer Klassischer Philologe
- Edward Lothrop Rand (1859–1924), US-amerikanischer Botaniker
- Edward Sprague Rand (1834–1897), US-amerikanischer Botaniker
- Ellen Emmet Rand (1875–1941), US-amerikanische Malerin und Illustratorin
- Frank Rand (1935–2003), US-amerikanischer Unternehmer und Autorennfahrer
- Gertrude Rand (1886–1970), US-amerikanische Psychologin und Hochschullehrerin
- Isaac Rand (1674–1743), englischer Apotheker und Botaniker
- Ivan Rand (1884–1969), kanadischer Jurist
- Janne Rand (* 1984), US-amerikanische Skispringerin
- Jay Rand (* 1950), US-amerikanischer Skispringer
- John Rand (1871–1940), US-amerikanischer Schauspieler
- Kristian Rand (* 1987), estnischer Eistänzer
- Mary Rand (* 1940), britische Leichtathletin
- Paul Rand (1914–1996), US-amerikanischer Grafikdesigner
- Robin Rand (* 1957), US-amerikanischer General der U.S. Air Force
- Rose Rand (1903–1980), österreichisch-amerikanische Logikerin und Philosophin
- Sally Rand (1904–1979), US-amerikanische Tänzerin und Schauspielerin
- Scott Rand (Ruderer) (* 1968), kanadischer Ruderer
- Scott Rand (Dartspieler) (* 1975), englischer Dartspieler
- Taavi Rand (* 1992), estnischer Eistänzer
- Tom Rand, britischer Kostümbildner
- William Rand (Leichtathlet) (1886–1981), US-amerikanischer Hürdenläufer
- William H. Rand (1828–1915), US-amerikanischer Kartenverleger